# 志良守叡草
志良守叡草（しらすえそう、生没年不詳）は、7世紀後半の粛慎の有力者である。

## 記録
『続日本紀』宝亀11年（780年）8月に、「狄の志良須俘囚宇奈古らが、『私たちは官威を頼みとして久しく城の下に居住しておりますが、今この秋田城はついに永久に放棄されるのでしょうか」と出羽国鎮狄将軍の安倍家麻呂に尋ねている箇所があり、そこから「志良守」は秋田城付近の地名、あるいは部族名である可能性が強い。
志良守叡草の名は『日本書紀』の持統天皇10年（696年）3月にのみ見える。それによれば、「錦袍袴（にしきのきぬはかま）（＝錦で作った上着とはかま）・緋紺絁（ひはなだのふとぎぬ）、斧等を賜ふ」とある。越の渡嶋の蝦夷とともに、これらの品々を賜物しているため、彼らが何らかの相互関係を持つ可能性はあるが、持統天皇8年に併記して唐人7人粛慎2人が拝爵された記述がある等、越の渡嶋蝦夷と併記され同じものを賜わったからといって、現住地に密接な相互関係があるとは限らない。
阿倍比羅夫が斉明天皇6年（660年）3月に渡嶋の粛慎に提示した交易品（綏帛（しみのきぬ）・兵・鉄）と関連付けるには、衣類や布は下賜品としては珍しくなく、斧と兵、鉄を関連付ける根拠は薄い。
その後、文武天皇元年（697年）から同3年にかけて、「陸奥」（みちのおく）の「蝦夷」・「越後」の「蝦狄」が「方物」を献上したり、位を授かったりしていることから、引き続き日本海を通じての交易が盛んに行われてきたことが分かる。
元正天皇の養老4年（720年）正月、「渡嶋津軽津司従七位上諸君鞍男ら六人を靺鞨国に遣し、その風俗を観せしむ」とある。727年、渤海使が出羽の蝦夷地に漂着し、使節は蝦夷に襲撃されながらも平城京に到着し天皇に拝謁、以降正式な国交を開始した。733年、出羽柵を山形庄内地方から秋田県秋田市付近に移設する。渤海使は795年の第13回使までのうち、日本書紀544年に粛慎が来着したとされる佐渡島に漂着するなどしたが、出羽国に来着したものが6回を占める。746年、出羽国に渤海人と鉄利靺鞨人、合わせて1100余人が天皇の徳化を慕って来朝したため、出羽国に保護した旨の記述が見られる。